# Departamento de Itatí
Departamento de Itatí är en kommun i Argentina.   Den ligger i provinsen Corrientes, i den nordöstra delen av landet, 800 km norr om huvudstaden Buenos Aires. Antalet invånare är 8 774.
Trakten runt Departamento de Itatí består i huvudsak av gräsmarker. Runt Departamento de Itatí är det glesbefolkat, med 12 invånare per kvadratkilometer.